# Fußballklub Austria Wien 2014-2015
Questa voce raccoglie le informazioni riguardanti il Fußballklub Austria Wien nelle competizioni ufficiali della stagione 2014-2015.

## Rosa
| N. |                               | Ruolo | Calciatore          |
| -- | ----------------------------- | ----- | ------------------- |
| 4  | Macedonia del Nord (bandiera) | D     | Vanče Šikov         |
| 5  | Austria (bandiera)            | D     | Philipp Koblischek  |
| 6  | Austria (bandiera)            | C     | Mario Leitgeb       |
| 7  | Austria (bandiera)            | C     | Marco Meilinger     |
| 8  | Danimarca (bandiera)          | D     | Jens Stryger Larsen |
| 10 | Austria (bandiera)            | C     | Alexander Grünwald  |
| 11 | Brasile (bandiera)            | A     | Ronivaldo           |
| 13 | Austria (bandiera)            | P     | Heinz Lindner       |
| 14 | Austria (bandiera)            | D     | Manuel Ortlechner   |
| 15 | Austria (bandiera)            | D     | Christian Ramsebner |
| 16 | Austria (bandiera)            | A     | Philipp Zulechner   |
| 17 | Austria (bandiera)            | C     | Florian Mader       |
| 19 | Rep. Ceca (bandiera)          | D     | Patrizio Stronati   |
| 20 | Austria (bandiera)            | C     | Alexander Gorgon    |
| 21 | Austria (bandiera)            | C     | Sascha Horvath      |

| N. |                      | Ruolo | Calciatore         |
| -- | -------------------- | ----- | ------------------ |
| 23 | Spagna (bandiera)    | C     | David de Paula     |
| 25 | Australia (bandiera) | C     | James Holland      |
| 26 | Australia (bandiera) | C     | Raphael Holzhauser |
| 27 | Austria (bandiera)   | C     | Marko Kvasina      |
| 28 | Austria (bandiera)   | C     | Daniel Royer       |
| 29 | Austria (bandiera)   | D     | Markus Suttner     |
| 30 | Austria (bandiera)   | D     | Fabian Koch        |
| 31 | Austria (bandiera)   | P     | Osman Hadžikić     |
| 33 | Austria (bandiera)   | D     | Lukas Rotpuller    |
| 34 | Austria (bandiera)   | C     | Bernhard Luxbacher |
| 35 | Austria (bandiera)   | C     | Thomas Salamon     |
| 36 | Austria (bandiera)   | C     | Tarkan Serbest     |
| 39 | Austria (bandiera)   | D     | Petar Gluhakovic   |
| 77 | Austria (bandiera)   | P     | Tino Casali        |